# Octave de Boigne
Octave de Boigne, né le 4 décembre 1833 à Chambéry (Duché de Savoie) et décédé le 7 août 1903 à Toulouse (Haute-Garonne), est un homme politique français. Il est issu de la famille de Boigne.

## Biographie

### Origines
Octave-Guillaume-César-Louis-Marie de Boigne est né le 4 décembre 1833, à Chambéry, dans le duché de Savoie (Royaume de Sardaigne). Il est le fils du comte Charles Alexandre Benoît de Boigne, ancien syndic de Chambéry, et de Marie-Louise-Césarien Vialet de Montbel. Il a treize frères et sœurs dont Ernest de Boigne, homme politique du duché de Savoie puis du Second Empire.
Il est également le petit-fils du général-comte Benoît de Boigne.
Tout comme son frère, il hérite en 1853, à la mort de leur père, du titre de « comte »,. Il est capitaine dans l'artillerie du royaume de Piémont-Sardaigne.
Il épouse, le 28 mai 1857, Marie Jeanne Valérie de Suffren (1838-1923), fille du marquis Auguste de Suffren et petite-fille d'Alban de Villeneuve-Bargemon, avec qui il a six enfants, dont Raoul de Boigne. Le couple vit en partie au château de Boisy, situé à Ballaison. Il possède également le château familiale de Buisson-Rond, dit château de Boigne.

### Carrières
Octave de Boigne reçoit une formation militaire. Il est fait page du roi de Sardaigne, Chales-Albert. Il devient ensuite officier d'artillerie de l'armée sarde.
Il est élu maire de la commune de Ballaison ainsi que conseiller général de la Haute-Savoie pour le canton de Douvaine,.
Il est élu député de la Haute-Savoie le 20 février 1876. L'élection ayant été invalidée « par ses pairs pour suspicion de pressions cléricales ». Il est battu lors de l'élection partielle qui a lieu le 24 mai 1876, par 6814 voix contre 7939 pour son adversaire. Il quitte alors la vile politique.

### Autres activités
Héritier des archives familiales, Octave de Boigne permet à l'historien Victor Flour de Saint-Genis de les exploiter. L'historien publiera un ouvrage sur le général de Boigne.
Paul Guichonnet le qualifie, dans un article, de « soldat-philanthrope ».
Il est membre en 1875 du C.A.F.